# Спешно отделение (сериал)
„Спешно отделение“ (на английски: ER съкратено от Emergency Room) е американски медицински сериал, създаден от писателя сценарист Майкъл Крайтън. Продукцията проследява събитията в спешното отделение на измислена окръжна болница в Община Куук, Чикаго. Сериалът се излъчва по телевизия NBC в продължение на 15 сезона и е носител на наградите Еми и Златен глобус.

## Актьорски състав

### Състав на Сезон 15
- Парминдер Награ – д-р Нийла Расготра
- Линда Карделини – сестра Саманта Тагарт
- Скот Граймс – д-р Арчи Морис
- Джон Стеймос – д-р Тони Гейтс (от 2005 г.)
- Дейвид Лайънс – д-р Саймън Бренър
- Анджела Басет – д-р Катрин Банфийлд

### Бивш състав
- Меки Файфър – д-р Грегъри Прат
- Мора Тиърни – д-р Аби Локхарт
- Горан Вишнич – д-р Лука Ковач
- Шейн Уест – д-р Рей Бърнет
- Лора Инес – д-р Кери Уийвър
- Шери Спрингфилд – д-р Сюзън Луис
- Ноа Уайли – д-р Джон Картър
- Минг На – д-р Джинг-Мей Чен
- Алекс Кингстън – д-р Елизабет Кордей
- Пол Маккрейн – д-р Робърт Романо
- Шариф Аткинс – д-р Майкъл Галант
- Антъни Едуардс – д-р Марк Грийн
- Майкъл Мишел – д-р Клео Финч
- Ерик Ла Сал – д-р Питър Бентън
- Ерик Паладино – д-р Дейв Малучи
- Джулиана Маргулис – сестра Керъл Хатъуей
- Кели Мартин – Луси Найт
- Глория Рубен – Джийни Буле
- Джордж Клуни – д-р Дъг Рос
- Мария Бело – д-р Анна Дел Амико

## Награди
| Награда                                       | Година                  | Категория                                                               |
| --------------------------------------------- | ----------------------- | ----------------------------------------------------------------------- |
| Награди Еми                                   | 1996                    | Най-добър драматичен сериал                                             |
| Награди Еми                                   | 1995                    | Най-добра поддържаща актриса в драматичен сериал (Джулиана Маргулис)    |
| Награди Еми                                   | 1995                    | Най-добра режисура (Мими Ледър)                                         |
| Награди Еми                                   | 2001                    | Най-добра гостуваща актриса в драматичен сериал (Сали Фийлд)            |
| Награди Еми                                   | 2001                    | Най-добър гостуващ актьор в драматичен сериал (Рей Лиота)               |
| Златен глобус                                 | 1998                    | Най-добър актьор в драматичен сериал (Антъни Едуардс)                   |
| Награди на Гилдията на телевизионните актьори | 1996, 1997, 1998 и 1999 | Най-добро изпълнение на актьорски състав в драматичен сериал            |
| Награди на Гилдията на телевизионните актьори | 1998 и 1999             | Най-добро изпълнение на актриса в драматичен сериал (Джулиана Маргулис) |
| Награди на Гилдията на телевизионните актьори | 1998 и 1999             | Най-добро изпълнение на актьор в драматичен сериал (Антъни Едуардс)     |

## „Спешно отделение“ в България
В България сериалът се излъчва по Канал 1 на 13 май 1996 г. На 13 юни 2007 г. започва десети сезон и завършва същата година. На 8 октомври 2008 г. започва единайсети сезон по обновения БНТ 1 и завършва през декември. Дванайсети сезон започва на 1 август 2009 г. в събота от 19:05. От 19 септември се излъчва обикновено от 18:30 или 18:40. Тринайсети сезон започва на 12 юли 2010 г., всеки делник от 19:00. На 14 март 2011 г. започва четиринайсети сезон от понеделник до четвъртък от 23:30. На 22 юни започва петнайсети сезон, всяка сряда и четвъртък от 21:10. На 25 август е излъчена първа част на последния 22 епизод, а на 31 август е пусната и втората. На 1 септември е излъчен специален ретроспективен епизод, който в САЩ е пуснат преди последния епизод.
Повторенията се излъчват по Fox Life през 2006 г., като първите сезони са преозвучени в студио „Александра Аудио“.
През октомври 2012 г. започва излъчване по Fox.
Ролите се озвучават от артистите Елена Русалиева, Василка Сугарева, Даниела Горанова, която по-късно е заместена от Таня Димитрова, Пламен Захов в първите сезони, Калин Сърменов в първите, Георги Георгиев – Гого за кратко, Росен Плосков в по-късните, Александър Воронов и Даниел Цочев. Финалният екип, както и за преозвучените сезони, се състои от Елена Русалиева, Василка Сугарева, Таня Димитрова, Александър Воронов, Росен Плосков и Даниел Цочев.